# Sottogruppo alpino
Il sottogruppo alpino è una suddivisione della catena delle Alpi.

## Definizione

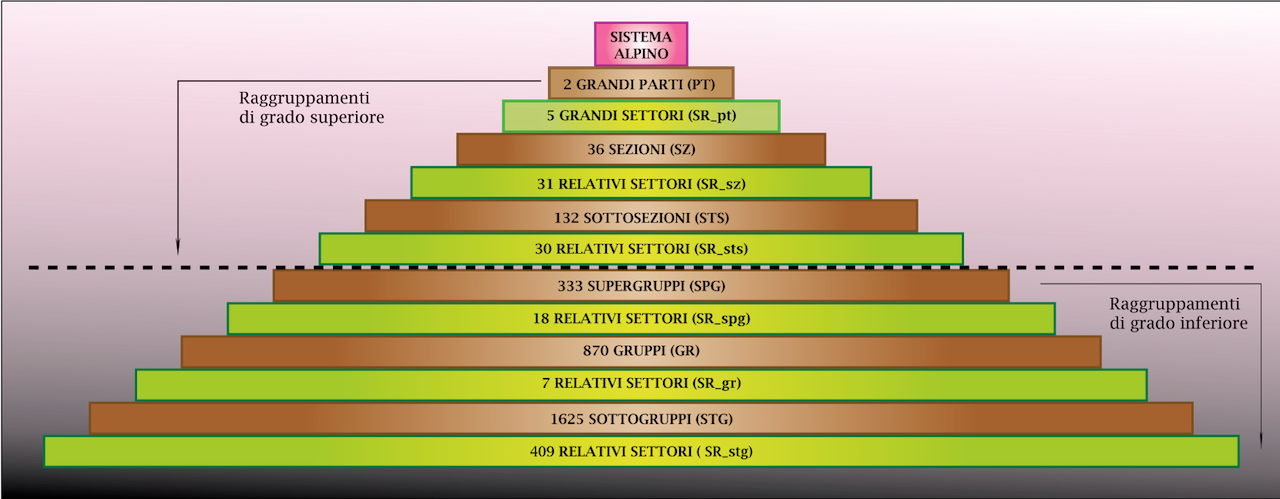
La Piramide SOIUSA, ovvero le varie suddivisioni delle Alpi secondo la SOIUSA.

Il concetto di sottogruppo alpino è stato particolarmente definito dalla Suddivisione Orografica Internazionale Unificata del Sistema Alpino (SOIUSA) del 2005.
Per procedere a una miglior classificazione e suddivisione delle Alpi la SOIUA ha superato la storica tripartizione alpina in Alpi Occidentali, Alpi Centrali e Alpi Orientali definita nel 1926 e ha adottato la bipartizione in Alpi Occidentali e Alpi Orientali.
Inoltre ha introdotto il seguente schema di ulteriore suddivisione:
- 5 grandi settori (SR)
- 36 sezioni (SZ)
- 132 sottosezioni (STS)
- 333 supergruppi (SPG)
- 870 gruppi (GR)
- 1625 sottogruppi[1] (STG)

## Codice dei sottogruppi
- Grande parte = Alpi Occidentali
- Grande settore = Alpi Nord-occidentali
- Sezione = Alpi Graie
- Sottosezione = Alpi del Monte Bianco
- Supergruppo = Massiccio del Monte Bianco
- Gruppo = Gruppo del Monte Bianco
- Sottogruppo = Monte Bianco
- Codice = I/B-7.V-B.2.b

La SOIUSA classifica i sottogruppi attraverso una particolare codifica. Nello specifico li individua nel gruppo alpino di appartenenza attraverso una lettera progressiva.
Nell'esempio riportato in fianco circa i parametri SOIUSA del Monte Bianco si nota che il sottogruppo è il Monte Bianco ed è individuato dalla lettera b.